# Sclerochiton kirkii
Sclerochiton kirkii är en akantusväxtart som först beskrevs av T. Anders., och fick sitt nu gällande namn av C. B. Cl.. Sclerochiton kirkii ingår i släktet Sclerochiton och familjen akantusväxter. Inga underarter finns listade i Catalogue of Life.